# Алтанбулаг сум (Селенге)
Алтанбулаг (на монголски: Алтанбулаг, златен извор) е сум (община) в аймак Селенге в Северна Монголия.
Разположен е на около 25 км от областния град Сухе Батор, на границата с Русия срещу град Кяхта.
Площта му е 2429 квадратни километра, а населението – 5008 души (по приблизителна оценка от декември 2018 г.).